# Некрасова Балка
Некрасова Балка — хутор в Матвеево-Курганском районе Ростовской области.
Входит в состав Ряженского сельского поселения.

## География
На хуторе имеется одна улица: Светлая.

## Население
| 2010 |
| ---- |
| 178  |